# Uso dell'acqua del fiume Olona
L'uso dell'acqua del fiume Olona è stato per secoli finalizzato all'irrigazione dei campi, alla pesca, all'allevamento di bestiame, all'azionamento delle ruote dei mulini ad acqua e, con l'industrializzazione delle sponde del fiume, alla movimentazione delle turbine idrauliche a servizio degli stabilimenti. La presenza dei mulini, l'abbondanza di manodopera locale, l'esistenza di moderne e rilevanti vie di comunicazione lungo le sponde, la presenza di personalità della zona che possedevano cospicui capitali da investire e la lunga tradizione artigianale della Valle Olona permisero al fiume, che scorre in provincia di Varese e Milano, di diventare una delle culle dell'industrializzazione italiana.

## Usi domestici

Un lavatoio sull'Olona a Legnano in una fotografia del 1903.

Il primo uso delle acque dell'Olona fatto da parte dell'uomo fu quello domestico. Le acque dell'Olona vennero utilizzate come acqua potabile dalle popolazioni che risiedevano sulle sponde del fiume fino agli inizi del XX secolo. In seguito, queste acque furono dichiarate non potabili a causa dell'inquinamento, che iniziò a interessare l'Olona con l'intensificazione dello sviluppo industriale della zona.
Un altro impiego domestico fu quello della produzione del ghiaccio. Fino a parte del XX scolo, la popolazione della Valle Olona dirottava l'acqua del fiume in piccoli specchi d'acqua. Questi ultimi, durante la stagione invernale, gelavano fornendo poi il ghiaccio necessario alla conservazione degli alimenti. Il ghiaccio veniva poi asportato dagli specchi d'acqua e conservato nelle cantine.

## L'irrigazione

### Generalità
Un altro uso delle acque del fiume è quello a fini irrigui. Da secoli l'Olona è deviata in rogge e canali artificiali che si dirigono verso i fondi agricoli destinatari dell'acqua. L'utilizzo per fini irrigui fu precedente a quello connesso ai mulini ad acqua.
L'impiego delle acque del fiume fu principalmente praticata a sud di Legnano. Infatti, a nord della città del Carroccio, il corso d'acqua scorreva delimitato dalle scarpate della Valle Olona, è ciò rendeva difficoltoso il prelevamento dell'acqua. Le terre irrigate non appartenevano però ai contadini che le coltivavano; dal catasto del 1608 risulta infatti che l'86% di esse erano di proprietà dei nobili della zona, mentre il 14% erano possedute dalla Curia. L'irrigazione dei terreni intorno all'Olona iniziò ad essere praticata sistematicamente a partire dal XII secolo. Lo sviluppo delle rete irrigua, invece, toccò il suo apice tra il XIV ed il XVI secolo. Il tratto del fiume dove era presente la gran parte dei mulini e delle terre irrigate era quello tra Legnano e Pogliano. 

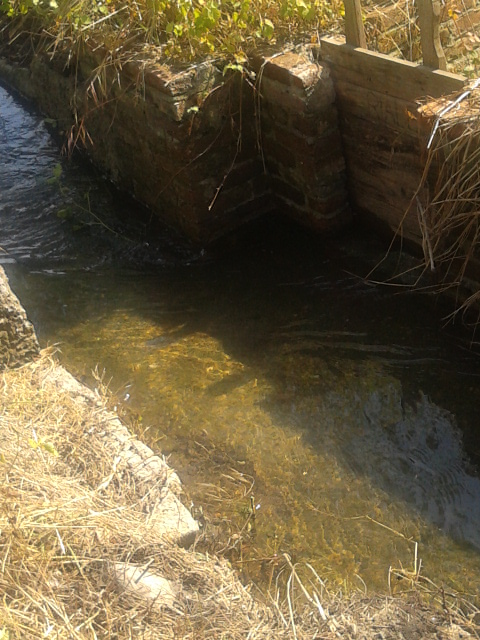
La roggia "riale di Parabiago". È stata attivata nel 1216.

L'irrigazione era permessa solo da metà marzo a metà settembre, mentre era vietata d'inverno (costituivano un'eccezione il periodo compreso tra il 24 dicembre ed il 27 marzo, la settimana santa e l'ottava di Pasqua). Dal XVI secolo, con le Novae Costitutiones, furono anche decretati gli orari durante i quali si poteva prelevare acqua dell'Olona per scopi irrigui. Dalle sorgenti a Canegrate era possibile irrigare i campi con le acque dell'Olona dal vespro del sabato al vespro della domenica, da Canegrate (esclusa) a Rho dal vespro della domenica al vespro del lunedì, mentre da Rho a Milano dal vespro del lunedì al vespro del martedì.
Le bocche di prelevamento temporanee ed abusive, che vennero vietate fin dai primi statuti medioevali, erano chiamate invece "scannoni". Gli statuti medioevali obbligavano anche gli utenti a far rientrare l'acqua dell'Olona dopo il loro utilizzo a scopo irriguo. Il documento più antico conservato nell'archivio del consorzio del fiume Olona che si riferisce ad una concessione per scopi irrigui è datato 1380. La gestione delle acque da immettere nei canali d'irrigazione fu spesso foriera di contrasti e di abusi, che avvenivano soprattutto durante i periodi di magra del fiume.
All'inizio del XVII secolo le tariffe per il prelievo delle acque per scopo irriguo erano: dalle sorgenti a Vedano Olona tre soldi per ogni pertica milanese di terreno bagnata, da Castiglione Olona a Rho sei soldi, mentre da Rho incluso a Milano la tariffa corrispondeva a quattro soldi.

### Il catasto consortile
Luigi Mazzocchi, nominato ingegnere d'Olona nel 1880 dal consorzio del fiume, descrive così la storia del catasto consortile: "[...] sia i prati che godono diritti di irrigazione, sia gli opifici che godono diritti di forza matrice con acque d'Olona, sono iscritti col nome del proprietario nei libri del catasto consortile tenuti di conformità al catasto pubblico. Il primo catasto fluviale del Consorzio del fiume Olona, risale al principio del Seicento e fu compilato molto sommariamente dall'ing. Barca. Il secondo fu redatto dall'ing. Perego con le norme del catasto istituito da Maria Teresa. Il terzo catasto fu fatto dall'ing. Eugenio Villoresi. Il quarto fu aggiornato dall'Ufficio Tecnico del Consorzio nel 1908 secondo il censimento nuovissimo delle provincie di Milano e di Como attivato nel 1910. [...]".
I risultati dei vari catasti si riassumono come segue:
| Anno | Compilatore               | Superficie irrigata (HA) |
| ---- | ------------------------- | ------------------------ |
| 1608 | Ing. Barca                | 720                      |
| 1801 | Ing. Perego               | 1 059                    |
| 1882 | Ing. Villoresi            | 1 246                    |
| 1910 | Ufficio Tecnico           | 651                      |
| 2010 | Ufficio Tecnico Consorzio | 500 circa                |

### Bocche, canali e soratori
Nel 1907, le bocche di presa dell'acqua, dalla Rasa di Varese, dove nasce l'Olona, a Milano, ammontavano a 274. 18 di esse erano "libere", cioè non soggette a limitazioni, mentre 53 erano "privilegiate", ovvero sottoposte a una regolamentazione speciale. Tutte le altre era assoggettate ad un rigido disciplinamento che prevedeva il prelevamento d'acqua in giorni e orari ben precisi.
L'ingegnere Luigi Mazzocchi le definiva così: "[...] le bocche e i bocchelli d'irrigazione lungo l'Olona e lungo le molinare non sono modellate, ma munite di semplice paratoja che nei rispettivi può alzarsi a piacimento o anche togliersi. Se la bocca è a due luci si chiama doppiaia, se invece ha una sola luce minore di 0,60 m si chiama bocchello. [...]".
Lungo l'Olona e le sue rogge, nel 1920, si contavano 279 bocche. Nel 2010 ne erano rimaste solo 40. Nel Parco dei Mulini, nel 2012, tra Legnano e Nerviano, erano funzionanti le seguenti bocche:
- Roggia Arcivescova;
- Madonna delle Grazie e Lampugnani;
- Bocca Ceresa;
- Bocca Selvatica;
- Baratrina;
- Bocca Bellona;
- Rientra Boscheta;
- Gallarati Cacatossico;
- Magra Crivelli;
- Rosera;
- Arese 1;
- Olivetani.

Dalle bocche si dirama una fitta rete di canali che conduce l'acqua nei campi da irrigare. Dopo aver irrorato i fondi agricoli, le acque dell'Olona fanno ritorno al fiume per mezzo di apposite rogge dette "soratori". In tal modo, si evita lo sperpero dell'acqua del fiume.

### Il Cavo Diotti

L'Olona tra Castegnate e Castellanza in un'immagine dei primi anni del XX secolo.

Il Cavo Diotti è un canale artificiale che si immette nell'Olona, tramite l'affluente Bevera, dopo aver prelevato acqua da sorgenti presenti nel Canton Ticino e nel territorio di Viggiù. È stato costruito nel 1787. Il tratto meridionale del Cavo Diotti, cioè quello che estraeva a Castegnate l'acqua dell'Olona precedentemente immessa, venne interrato nel 1918 in seguito alla forte urbanizzazione della zona agricola di Pantanedo. Visto che la richiesta d'acqua per scopi irrigui si era quasi azzerata, questa parte del Cavo Diotti non venne infatti più adoperata.
Il Cavo Diotti fu voluto dall'avvocato Luigi Diotti, grande possidente terriero, per irrigare le sue proprietà. I fondi terrieri da lui posseduti si trovavano anche a Pantanedo, che era l'utenza finale del Cavo Diotti. Diotti, per realizzare l'opera, chiese ed ottenne il permesso dall'imperatore Francesco Giuseppe I d'Austria. Il progetto fu però foriero di polemiche: 32 utilizzatori delle acque del fiume si opposero strenuamente sostenendo che il prelevamento d'acqua sarebbe stato superiore alla sua introduzione. Visto l'appoggio governativo, il consorzio del fiume Olona cedette ed il 17 marzo 1786 diede il permesso per l'avvio dei lavori di costruzione. Quando il Cavo entrò in funzione, le polemiche non si placarono. Per decenni ci furono delle dispute sulla quantità d'acqua immessa - che molti giudicavano insufficiente a causa del sistema di misurazione - e sullo stato manutentivo della zona delle sorgenti dell'Olona, dove il Cavo Diotti immetteva acqua.
Il tratto del Cavo Diotti che prelevava acqua a Castegnate, finché fu in funzione, rappresentò la derivazione artificiale più importante dell'Olona.

### I riali
Con il termine "riale" nei tempi antichi si indicavano i fiumi, mentre nella laguna veneta si chiamava la diramazione di un canale. Luigi Mazzocchi, nel 1920, registrò la presenza di quattro riali lungo il fiume Olona, designando con questo termine i canali che portavano l'acqua dell'Olona nei paesi rivieraschi secondo concessioni risalenti fin dal Medioevo. I quattro riali censiti nel 1920 erano:
- Riale di Canegrate. Mazzocchi scrive:  "[...] per questo Riale le notizie sono conservate nell'archivio del consorzio del fiume Olona. Presumibilmente la concessione risale al 1350 e fu rilasciata al dott. Filippo Crespi medico ducale e medico privato del duca Giovanni Visconti. I privilegi furono poi confermati a Pietro Gallarati Scotti. Il diritto di prelevare acqua dal Riale di Canegrate fu confermato dal Re Lodovico di Francia. Il Riale di Canegrate fu alimentato per molto tempo dalla bocca Ceresa e soltanto nel 1680, a Giovanni Giacomo Crivelli fu concesso il riparo della bocca del Riale di Canegrate. [...]".
- Riale di Legnano: "[...] bocchello libero aperto in sponda dell'Olonetta di Legnano. Il Riale che segue la bocca, dopo breve tratto si biforca ed il ramo sinistro ritorna in Olona nello stesso Comune di Legnano. Questo Riale è noto anche sotto il nome di Cavetto dell'Olona. [...]".
- Riale di Parabiago: “[...] alimentato da un bocchello libero, aperto in sponda destra dalla molinara nel Comune di Parabiago. Il bocchello è ritagliato in una lastra di pietra ed ha forma rettangolare larga cm. 20 e alta cm. 8. l'originaria concessione risale all'imperatore Venceslao e fu accordata a quel comune al solo intento di abbeverare le bestie. Ora invece l'acqua così derivata serve solo alla irrigazione dei prati in catasto d'Olona. La portata di un simile orifizio si presumeva di once 6 di acqua. [...]".
- Riale di Rho: "[...] il bocchello libero che alimenta il Riale di Rho è aperto in sponda sinistra d'Olona. Originariamente doveva avere le dimensioni e la disposizione del Riale di Parabiago. [...]".

### Una roggia storica: il riale di Parabiago

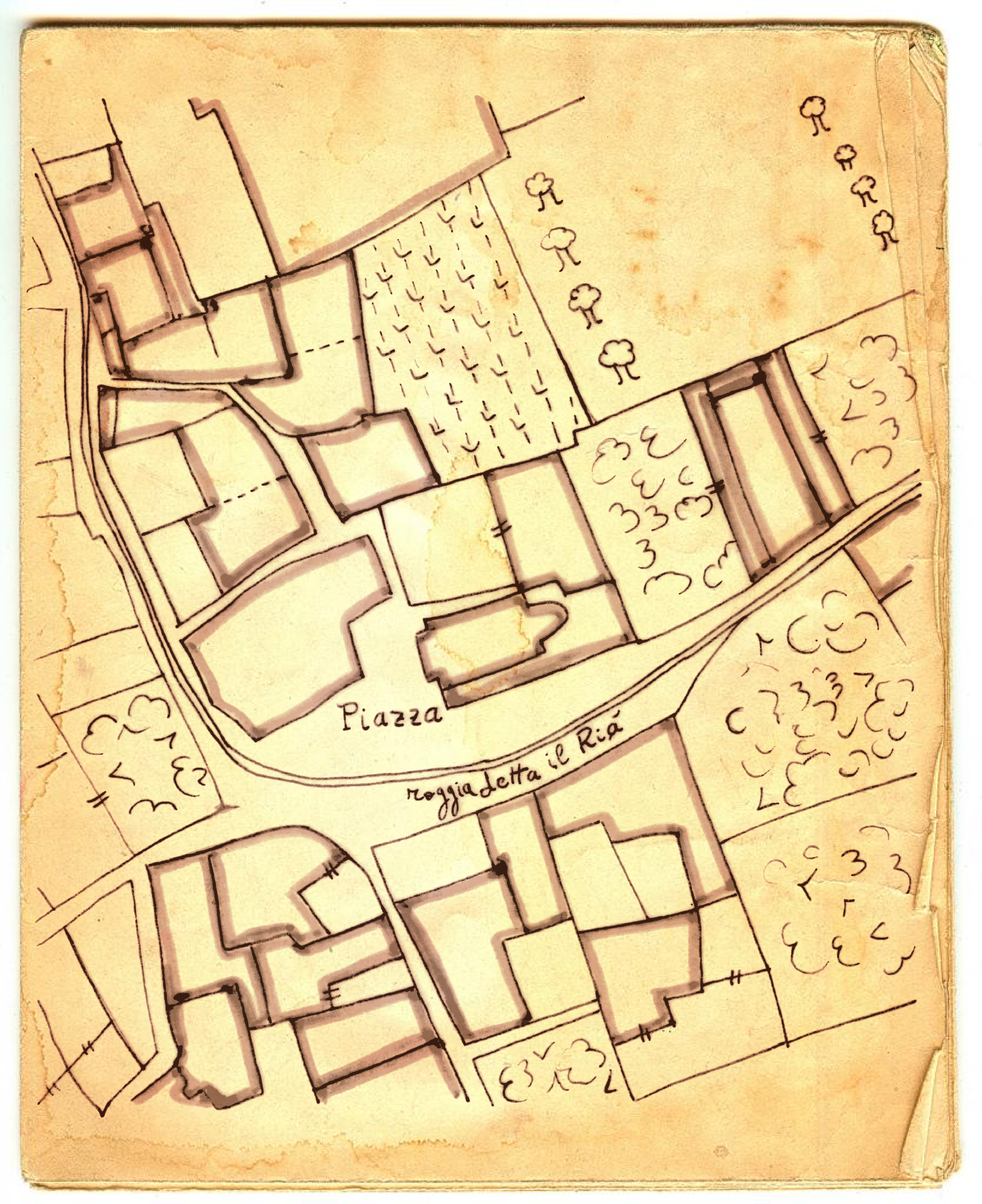
Il riale di Parabiago nel 1723 secondo il Catasto Teresiano.

Il riale di Parabiago è una roggia che, a partire dal 1216, preleva l'acqua del fiume Olona. In origine l'acqua era utilizzata per lavare i panni, per abbeverare le bestie e per irrigare giardini e orti. La tradizione vuole che il privilegio del riale fosse stato concesso da Teodolinda, regina dei Longobardi, ma nessun documento è rimasto a conferma. Dai documenti risulta invece che il diritto è stato concesso nel 1216 dal duca Galeazzo Maria Sforza. Il riale di Parabiago (Röngia o Rià nel dialetto locale), un tempo attraversava il centro di Parabiago passando accanto alla chiesa dei Santi Gervasio e Protasio, in piazza Giuseppe Maggiolini.
Il 27 luglio 1780 gli austriaci fecero temporaneamente chiudere il riale di Parabiago. Il parabaghiese Giuseppe Maggiolini, mobiliere ed ebanista di corte, chiese ed ottenne dall'arciduca di Milano la riapertura del riale affinché si potesse realizzare l'ampliamento della Chiesa parrocchiale di cui era fabbriciere. L'acqua ritornò a scorrere attorno alla piazza principale sino al 1928, anno della sua chiusura definitiva. Tuttavia il riale non fu completamente interrato, dato che ne rimaneva ancora un considerevole tratto nel Parco dei Mulini, seppur invaso dalla vegetazione. L'Ecomuseo del paesaggio di Parabiago, coadiuvato da alcune associazioni (Legambiente, Protezione civile), da agricoltori zona e da alcuni cittadini, nel 2009, ha riportato alla luce l'ultimo tratto del riale. Nell'anno successivo è stata rimessa l'acqua a fini naturalistici per la riproduzione degli anfibi.

#### Cronistoria del riale di Parabiago
La cronistoria del riale di Parabiago è stata:
- 1216: la popolazione di Parabiago ottiene la licenza di prelevare sei once di acqua dal fiume, con l'obbligo di formare un particolare cavo di prelievo. La bocca da presa era costruita in marmo, con un foro regolato nelle misure adatte alla quantità d'acqua indicata;
- 1561: avviene uno spostamento del bocchello di presa;
- 1575: la comunità di Parabiago viene obbligata alla riparazione del bocchello;
- 1606: l'utenza Cavalli Crivelli viene invitata davanti al commissario per giustificare l'utilizzo delle acque del riale;
- 1611: Pietro Antonio Rusca viene invitato a spiegare i motivi dei suoi prelievi dell'acqua del riale;
- 1619: in seguito a una relazione svolta dall'ingegner Barca, vien decretato che le acque del riale non debbano ritornare al fiume, in quanto è poco il loro consumo;
- 1629: i nobili Crivelli vengono accusati da G. Batta Vismara e dai fratelli Rusca di aver deviato le acque del riale;
- 1707: il senatore Pagani ordina all'ingegnere d'Olona Robecco l'interramento degli scannoni posti sul riale;
- 1712: viene otturato il bocchello Crivelli;
- 1724: un documento invita la comunità di Parabiago a non impedire l'uso del riale;
- 1741: viene svolto un sopralluogo al bocchello del riale. Nell'occasione, viene ritrovata una struttura disgiunta dall'uso delle acque e in altezza della pietra con lo sforo;
- 1780: il riale viene chiuso dal governo austriaco. Grazie a Giuseppe Maggiolini, dopo pochi mesi viene riaperto;
- 1825: il consorzio si impegna al riadattamento della struttura, con la spesa di 3 700 lire;
- 1872: il consorzio incarica l'ingegner Zanca di presentare un nuovo progetto per il bocchello del riale;
- 1928: dopo la costruzione dell'acquedotto comunale, il riale viene definitivamente chiuso.
- 2015: l'ecomuseo del paesaggio di Parabiago ripristina un tratto di riale. L'acqua dell'Olona viene immessa dalla roggia Rienta-Boschetta[21].

## La pesca

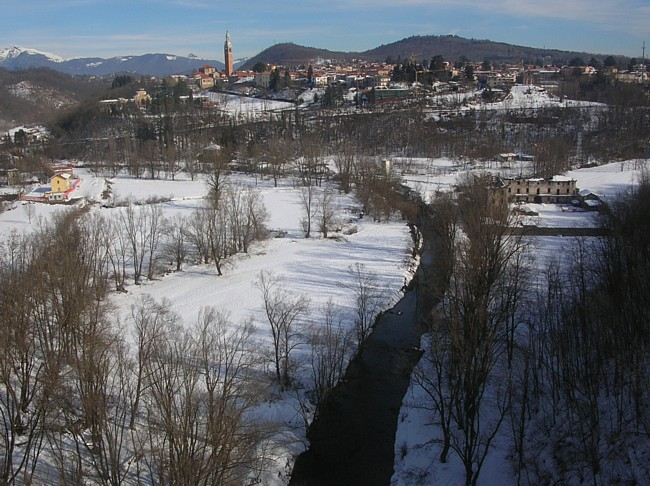
Il fiume Olona a Malnate.

La pesca lungo l'Olona era un tempo un'attività florida che era praticata anche da pescatori professionisti. Nell'Olona si pescavano trote, gamberi di fiume, rane e altre specie ittiche. Questa attività iniziò a declinare a metà del XIX secolo a causa degli scarichi inquinati delle prime industrie, per poi scomparire poco prima della seconda guerra mondiale per il forte peggioramento della qualità delle acque del fiume.
Fino al 1670, lungo il fiume erano anche presenti i "vivari" (o "vivai"), cioè quelle strutture circolari formate da pietre che erano destinate all'allevamento degli avannotti. Queste strutture per l'allevamento dei pesci furono ad un certo punto proibite perché rallentavano il normale defluire delle acque. I vivari venivano costruiti ogni anno nei mesi di agosto e settembre, per poi essere svuotati dai pesci e distrutti poco prima dell'inizio della quaresima. In questo modo fornivano, alle mense degli abitanti, le specie ittiche in un periodo in cui le carni erano vietate per precetto religioso.
Dal 1780 il consorzio del fiume Olona non rilasciò più singole licenze di pesca, ma iniziò a rilasciare permessi connessi ad interi tratti di fiume. Così, i vincitori degli appalti avevano il monopolio della pesca per una determinata zona. L'attività di pesca poteva essere poi praticata per un certo lasso di tempo, cioè fino ad una nuova gara.

## L'allevamento e l'edilizia
Un altro uso delle acque dell'Olona fu quello destinato al bestiame. Oltre agli animali d'allevamento, l'Olona abbeverava anche le bestie di passaggio, soprattutto quelle da soma che trasportavano il proprio carico percorrendo le strade costeggianti il fiume.
Un ulteriore utilizzo fu quello collegato all'edilizia. Per secoli dall'alveo e dalle sponde dell'Olona furono ricavati la ghiaia ed i grossi sassi alluvionali che servivano per costruire le cascine locali.

## Lo sfruttamento della forza motrice delle acque: gli artigiani, i mulini e le industrie

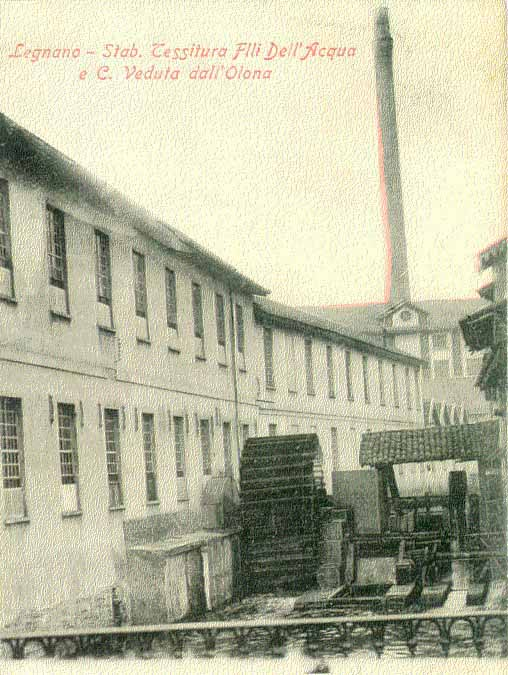
Il Cotonificio Dell'Acqua di Legnano, sorto nel 1894 lungo l'Olona. Al centro della foto, si può notare una ruota idraulica installata lungo il fiume a servizio dello stabilimento.

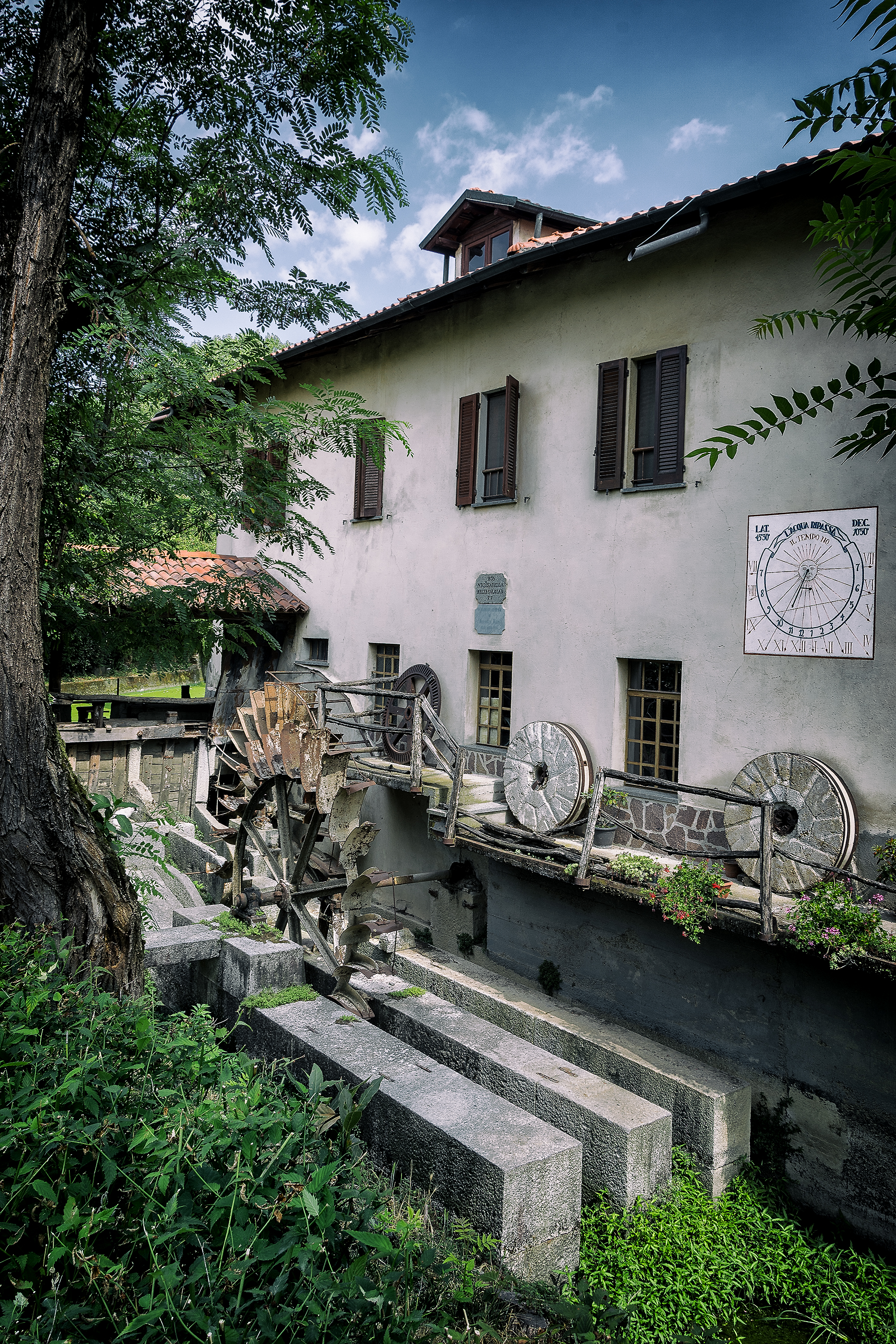
Il mulino Meraviglia a San Vittore Olona.

L'interno del Cotonificio Cantoni di Legnano, fondato lungo l'Olona nel 1830. Al centro, si può vedere il fiume, già canalizzato, prima della copertura dell'alveo interno allo stabilimento.

Tra le sorgenti e Nerviano il corso del fiume era un tempo disseminato di mulini, che furono le prime applicazioni pratiche dello sfruttamento della forza motrice delle acque dell'Olona. Fin dal Medioevo, nella Valle Olona, prosperava l'attività molitoria. Tale era il numero di mulini da far supporre che nel XV secolo questa attività costituisse per l'intera zona una notevole fonte economica. Questi impianti molinatori, grazie al loro impiego per fini agricoli, continuarono ad essere strategici anche nei secoli successivi. Il grano macinato in questi impianti molinatori forniva infatti derrate alimentari a decine di migliaia di abitanti.
Nel 1608 si contavano sulle sponde dell'Olona 116 mulini, fra i quali un maglio da rame, un follone o gualchiera per i panni e diversi torchi da olio, numero che passò a 106 nel 1772 e a 55 nel 1881. Negli anni citati, le ruote idrauliche a servizio di questi impianti molinatori (chiamate, nella Valle Olona, "rodigini") erano, rispettivamente, 463, 424 e 170.
I mulini del fiume Olona non venivano utilizzati solamente per macinare i cereali, ma anche per produrre olio di semi, per pilare il riso e per far muovere i macchinari degli artigiani. Le ruote installate lungo l'Olona facevano infatti funzionare i magli per la lavorazione del rame e del ferro, le segherie (sia di marmo che di legname), e gli strumenti degli artigiani tessili. Lungo le sponde del fiume, le stoffe di canapa e lino venivano macerate, mentre quelle di lana erano sottoposte a lavaggio. A causa dei depositi che decantavano sul fondo, le attività connesse alla lavorazione del lino e della canapa vennero in seguito vietate.
Dopo il 1820, i mulini iniziarono ad essere utilizzati per far muovere i macchinari delle prime fabbriche sorte lungo le sponde del fiume. Durante lo sviluppo industriale del XIX e XX secolo, molti mulini entrarono a far parte degli stabilimenti industriali che stavano sorgendo lungo l'Olona. Lo scopo dell'acquisizione dei mulini e della successiva installazione di ruote idrauliche era quello di far muovere i macchinari delle industrie tessili, meccaniche, conciarie, cartarie, oltre che gli impianti delle tintorie, delle sbianche e delle centrali idroelettriche. Per quanto riguarda queste ultime, nel 1920, lungo l'Olona, erano operative due centrali idroelettriche. Anche dieci aziende sorte lungo l'Olona possedevano delle piccole centrali idroelettriche a servizio degli stabilimenti. Molti mulini furono in seguito abbandonati o demoliti dalle industrie per poter permettere l'installazione delle più moderne ed efficienti turbine idrauliche.
Poi, con la comparsa dei motori a vapore e di quelli elettrici a cavallo tra il XIX ed il XX secolo, l'energia per far muovere i macchinari non proveniva più solamente dall'Olona e quindi le ruote idrauliche furono gradualmente abbandonate. Nel periodo post bellico, a causa delle nefaste conseguenze del conflitto, crebbe il fabbisogno di corrente elettrica, e l'uso delle vecchie ruote dei mulini tornò ad essere economicamente conveniente, anche se solo per le piccole officine. Gli antichi mulini ripresero dunque ad azionare trapani, piallatrici, mole a smeriglio, ecc., ma anche questo nuovo risveglio si spense presto col mutare delle condizioni economiche.

## La regolamentazione e la gestione delle acque

### Le origini

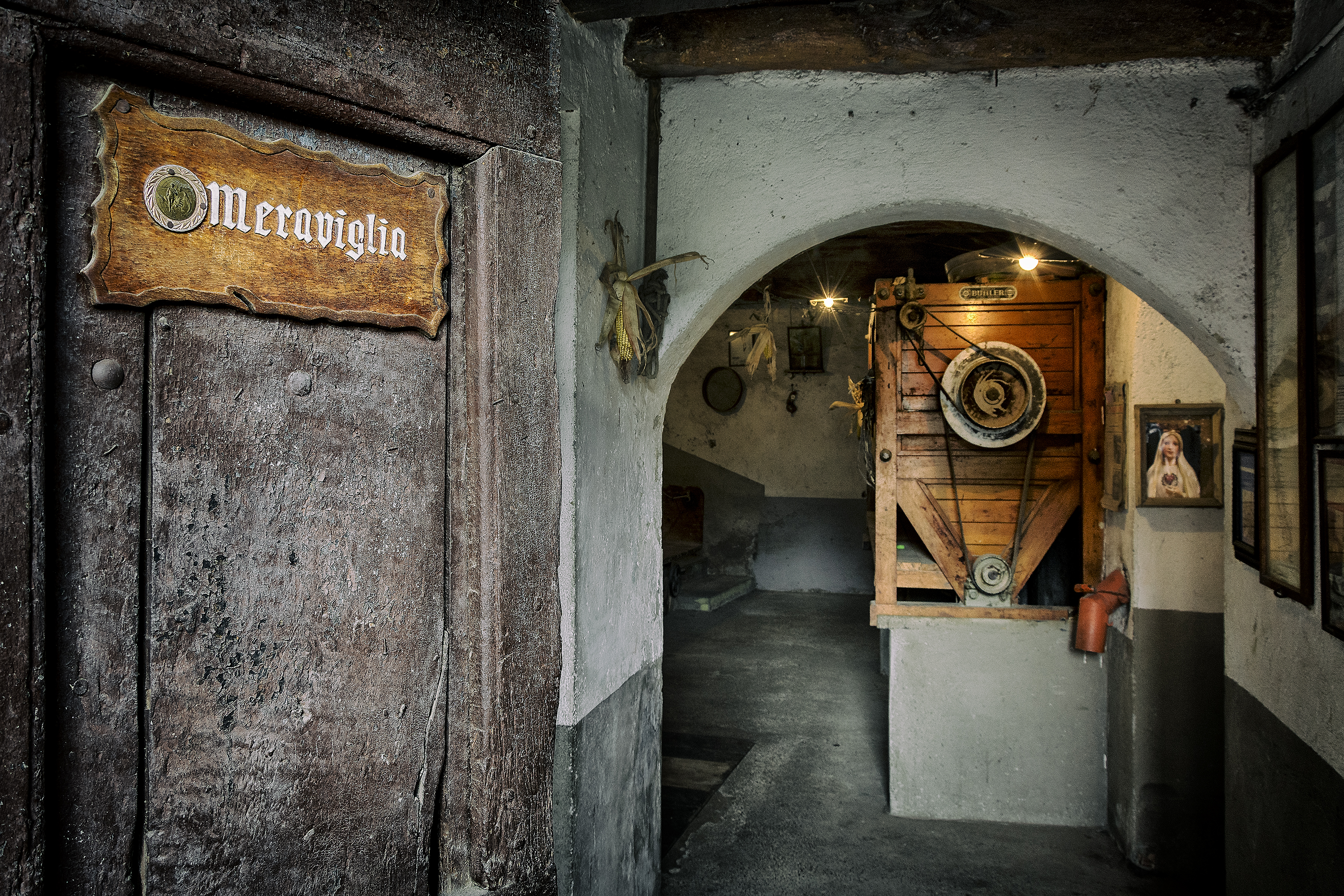
Interni del mulino Meraviglia di San Vittore Olona

Un uso così intensivo delle acque dell'Olona richiese da parte delle autorità l'emanazione di apposite norme (i cosiddetti "Statuti delle strade e delle acque del contado di Milano"): ciò avvenne la prima volta nel 1346 e poi nel 1396.
Le premesse all'istituzione di un consorzio tra gli utilizzatori delle acque del fiume si ebbero nel 1541, quando furono sottoscritte le cosiddette Novae Costitutiones (in italiano, le "nuove costituzioni"). In questo caso il nuovo contratto, che aveva carattere pubblico, prevedeva un Regius Judex Commissarius Fluminis Olona (in italiano, "commissario del fiume "), che sovrintendeva al controllo degli utilizzatori delle acque dell'Olona. In genere, tale funzione era ricoperta da un esponente del Senato di Milano. Le Novae Costitutiones, e le cariche ad esse associate, restarono in vigore fino al 1797.
Nel 1548 fu emanata una "grida" che obbligava gli utilizzatori delle acque a comprovare, tramite documentazione scritta, i dettagli dei vari impieghi. In questi secoli la distribuzione delle acque non era equanime. Gli utilizzatori più ricchi e potenti prevaricavano infatti su quelli più poveri e indifesi.

### La nascita del consorzio

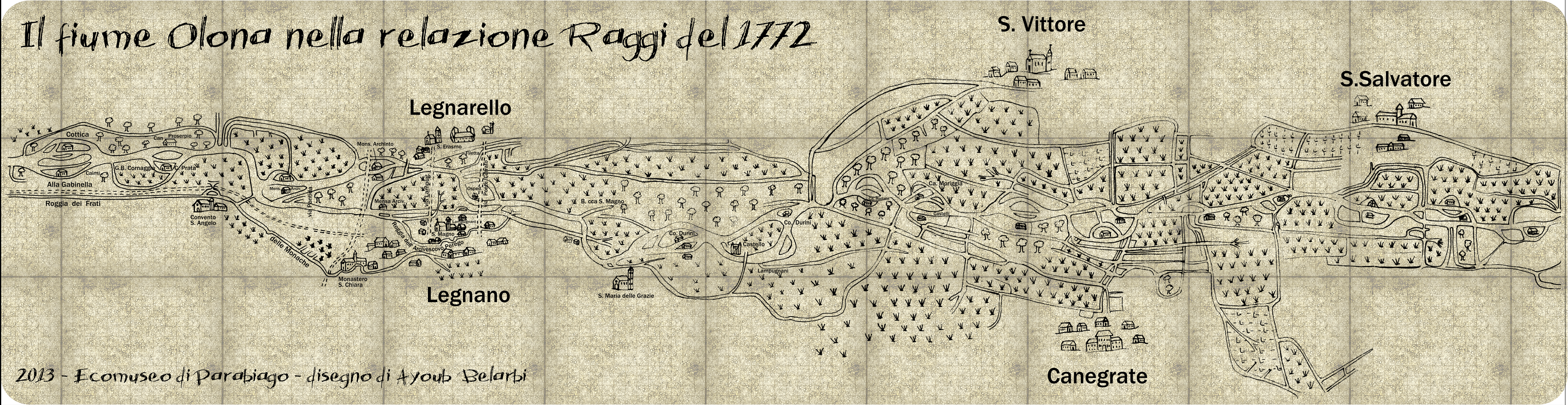
Mappa dell'ingegner Gaetano Raggi del Consorzio del fiume Olona, riportante il territorio da Legnano a Parabiago (1772)

Nel 1606 fu costituito a Milano un vero e proprio consorzio fra gli utilizzatori sotto la sorveglianza del commissario del fiume. Non fu un caso che il consorzio sia nato a Milano: nel capoluogo meneghino dimoravano infatti gli utilizzatori delle acque che avevano gli interessi più cospicui. Questa associazione consortile, che sopravvive ancora con il nome di consorzio del fiume Olona, è un ente privato di interesse pubblico senza fini di lucro che ha l'obiettivo di gestire le acque del fiume Olona e di conservare e riqualificare gli ambienti fluviali circostanti. Ha sede a Castellanza, in provincia di Varese, ed è il consorzio irriguo più antico d'Italia.
In origine, l'unico obbiettivo del consorzio era quello di ripartire equamente le acque del fiume Olona tra gli abitanti del territorio. All'atto della fondazione, le acque del fiume erano utilizzate per la pesca, per i lavatoi, per l'allevamento di bestiame, per muovere le ruote dei mulini ad acqua, per movimentare i macchinari degli artigiani, per finalità alimentari e per irrigare i campi.
Successivamente, con la nascita delle prime fabbriche, il consorzio iniziò a gestire anche le richieste finalizzate allo sfruttamento su scala industriale della forza motrice del fiume. Prima delle invenzioni del motore a vapore e dell'energia elettrica, i macchinari delle manifatture erano infatti movimentati da ruote idrauliche installate sulle sponde dell'Olona.
In seguito, a queste finalità se ne sono aggiunte altre. Oltre a quelli menzionati, il consorzio ha anche l'obiettivo di conservare e riqualificare il fiume Olona e gli ambienti fluviali circostanti.
Il consorzio ha in gestione una rete irrigua di svariati chilometri ed estende il proprio intervento su una superficie di circa 500 ettari attraverso 40 prese di derivazione nelle provincie di Varese e Milano. I consorziati, i concessionari e i convenzionati sono circa 500 e tra questi sono presenti soggetti privati, aziende agricole, piccoli artigiani, aziende industriali di varie dimensioni e numerosi comuni.